# Béatrice Tillier
Pour les articles homonymes, voir Tillier.
Béatrice Tillier est une illustratrice et auteure de bande dessinée française, née en 1972 à Lyon.

## Biographie
Béatrice Tillier étudie d'abord la littérature puis elle obtient son diplôme à l'école Emile Cohl de Lyon, où elle rencontre son conjoint, Olivier Brazao. Après avoir collaboré avec plusieurs éditeurs, notamment pour illustrer des récits jeunesse, elle publie avec Téhy chez Vents d'Ouest sa première série, Fée et tendres automates, une science-fiction en trois volumes entre 1996 et 2003,. Par la suite, installée dans le Pas-de-Calais, elle travaille avec son conjoint et Thomas Mosdi sur la série Sheewõwkees (Delcourt), publiée entre 2003 et 2009 en trois volumes. L'accueil sur BD Gest est froid, mais plus positif sur Planète BD,. En 2005, avec Philippe Bonifay au scénario, paraît Mon voisin le Père Noël, qui reçoit un accueil très favorable sur BD Gest. À partir de 2008, avec Jean Dufaux au scénario, Tillier signe le triptyque fantastique Le bois des Vierges,. Toujours avec Dufaux, à partir de 2015 elle dessine le troisième cycle de La Complainte des landes perdues (Dargaud) : Tête noire (2015) puis Inferno (2019).
Par ailleurs, Tillier participe à plusieurs ouvrages collectifs, comme Souvenirs de films en 2009.

## Principales publications BD
Son univers est peuplé de créatures fantastiques dès sa première BD dans les années 1990 : elle dessine le premier tome de la série Fée et tendres automates. L'album est bien accueilli : il se traduit par plusieurs prix en festival BD ( meilleur album à Chambéry, prix de la ville de Sérignan, prix Infonie, ... ) et lui permet d'être sélectionnée pour l'Alph-Art coup de cœur du Festival d'Angoulême. Elle dessine quelques années plus tard le deuxième tome, mais c'est Frank Leclercq qui réalise les dessins du troisième tome. Les années 2000 sont marquées notamment par sa participation à la mise en couleur des albums Sheewōwkees, une série d'héroic fantasy où les dessins sont de son mari Olivier Brazao, et par les dessins de Mon voisin le Père Noël, puis, avec Jean Dufaux au scénario, elle entame la série Le Bois des Vierges. Les autres albums de cette série sont publiées dans les années 2010, durant lesquelles, avec le même scénariste, elle se consacre également à un nouveau cycle de BD, Complainte des landes perdues,.
- Série Fée et tendres automates :

1. Jam, 1996 ;
2. Elle, 2000.

- Sheewōwkees 3 tomes de 2003 à 2009, coloriste
- Mon voisin le Père Noël, 2005
- La Compagnie des glaces, storyboard et couvertures, 5 tomes de 2005 à 2009
- Série Le Bois des Vierges :

1. Le Bois des Vierges, 2008 ;
2. Loup, 2010 ;
3. Épousailles 2013.

- Complainte des landes perdues, cycle des Sorcières, scénario de Jean Dufaux :

1. Tête noire, 2015 ;
2. Inferno, 2019.